# Великое Село (Молодечненский район)
Вели́кое Село́ (бел. Вялі́кае Сяло́) — деревня в Молодечненском районе Минской области Беларуси. Входит в Полочанский сельсовет. Деревня насчитывает 62 домовладения.

## География
Расположена в 6 км от деревни Полочаны и примерно на таком же расстоянии от деревни Лебедево.

## История
Великое Село расположено на возвышенности, которая тянется с востока на запад. Вокруг деревни много сельскохозяйственных земель. Почвы здесь тяжелые, суглинистые, но достаточно урожайные. Правда, видимо, из-за расположения на возвышенности, климат здесь более суровый, особенно зимой, если даже сравнивать с соседней деревней Лебедево.
До начала 1970-х годов деревня была достаточно многочисленной. Однако в результате массового ухода в город молодежи в настоящее время здесь постоянно проживает около 30 человек. Деревня имеет одну улицу, которая своим окончанием соприкасается с лесным массивом в западной своей части. С северной стороны лес подходит к деревне на расстояние 500—800 метров.
В дореволюционное время в деревне работало Народное Училище, где местных детей обучал грамоте учитель по фамилии Шпак.
В послевоенное время в деревне была начальная школа, где долгое время учительствовал Мышук Клавдий Иванович. Фактически, все люди, родившиеся в деревне после войны, получили начальное образование у этого учителя. Эта школа была закрыта в 1970-е годы из-за отсутствия необходимого количества учеников.
После окончания начальной школы дети продолжали учёбу в Лебедевской или Полочанской средних школах.
До Второй Мировой войны на некотором удалении в юго-восточном направлении от деревни размещалось поместье помещика Шпилевского, около которого был большой сад.
Во время войны дом помещика был сожжен партизанами, а сад местный колхоз выкорчевал в 1960-е годы. Во время войны в деревне существовала подпольная группа из числа военнопленных Красной Армии, которые проживали в отдельных семьях с разрешения немецких властей. Руководитель этой группы, младший лейтенант, погиб здесь, недалёко от деревни в лесу и был похоронен на месте гибели. Примерно в 2014 г. его останки были перезахоронены на кладбище деревни Груздово Молодечненского района. 

## Население

### Численность
- 2009 год — 38 жителей

### Динамика
- 2009 год — 38 жителей